# Эхо любви (альбом)
«Эхо любви» — концертный альбом советско-польской певицы Анны Герман с записью выступления в БКЗ «Октябрьский» в Ленинграде 31 декабря 1979 года — последнего концерта певицы в СССР, не считая предолимпийских концертов в Москве. Концерт был записан на плёнку поклонницами певицы, Н. Низамовой и Р. Алексеевой, при содействии польского звукорежиссёра и передан редактору фирмы «Мелодия» Анне Качалиной в 1983 году.
Выпущен посмертно в 1986 году на грампластинках, в 2005 году переиздан на CD (с дополнительными треками «Ах, как мне жаль тебя», «Когда цвели сады», «А он мне нравится» и «Осенняя разлука»). В 2014 году радиостанция «Серебряный дождь» включила альбом в свой список 50 культовых пластинок фирмы «Мелодия».

## Список композиций
| №  | Название                  | Текст песни      | Музыка             | Длительность |
| -- | ------------------------- | ---------------- | ------------------ | ------------ |
| 1. | «Танцующие Эвридики»      | Л. Дербенёв      | К. Гертнер         | 0:56         |
| 2. | «Аве Мария»               |                  | И. С. Бах, Ш. Гуно | 3:08         |
| 3. | «Марекьяре»               | С. Ди Джакомо    | Ф. П. Тости        | 1:50         |
| 4. | «Быть может»              | С. Добровольский | А. Герман          | 3:20         |
| 5. | «Всё на свете изменяется» | Л. Щипахина      | А. Герман          | 2:25         |
| 6. | «Выхожу один я на дорогу» | М. Лермонтов     | Е. Шашина          | 4:28         |

| №                   | Название                 | Текст песни         | Музыка              | Длительность |
| ------------------- | ------------------------ | ------------------- | ------------------- | ------------ |
| 1.                  | «Письмо солдату»         | Л. Иванова          | В. Миляев           | 2:28         |
| 2.                  | «Война-злодейка»         | А. Герман           | А. Герман           | 3:40         |
| 3.                  | «Эхо любви»              | Р. Рождественский   | Е. Птичкин          | 3:26         |
| 4.                  | «Невеста»                | М. Рябинин          | В. Шаинский         | 2:50         |
| 5.                  | «Застольная»             | пол. нар. песня     |                     | 2:18         |
| 6.                  | «Гори, гори, моя звезда» | В. Чуевский         | П. Булахов          | 3:30         |
| Общая длительность: | Общая длительность:      | Общая длительность: | Общая длительность: | 34:19        |

## Технические данные
- Анна Герман — вокал, комментарии, переводы
- инструментальный ансамбль
- Роман Жемлянский — гитара
- Збигнев Вильк — рояль
- Ася Ламтюгина — ведущая[3]
- Н. Низамова и Р. Алексеева — запись
- Тамара Павлова — звукорежиссёр-реставратор
- Юрий Пароль — реставратор
- А. Качалина — редактор
- А. Третьяков — художник
- Александр Жигарёв — аннотация[2]